# Шаванон
Шаванон (фр. Chavanon) је река у Француској. Дуга је 54 km. Улива се у Дордоњу. 